# 藤原忠信 (実業家)
藤原 忠信（ふじわら ただのぶ、1953年 - ）は、日本の実業家。ローム元代表取締役社長。

## 経歴
宮崎県出身。1978年、関東学院大学文学部卒。1983年ローム株式会社に中途入社。営業畑を歩む。2018年、ローム代表取締役社長就任。ローム株式会社代表取締役社長としては3代目となる。
ロームは初代社長の佐藤研一郎、2代目社長の澤村諭とも立命館大学出身であり、それ以外の大学出身者では初めての社長となった。
2020年5月に社長を退任。わずか2年という短期間の退任は異例と評されたが、社長定年の66歳を考慮したとしている。

## 略歴
- 2009年 - 取締役東日本営業本部長就任
- 2010年 - 取締役国内営業統括本部長就任
- 2013年 - 取締役日系営業本部長就任、常務取締役日系営業本部長兼任
- 2017年 - 常務取締役営業担当就任
- 2017年 - 専務取締役営業担当就任
- 2018年6月 - 代表取締役社長就任
- 2020年5月 - 代表取締役社長退任